# STS-100
La STS-100 è una missione spaziale del Programma Space Shuttle.

## Equipaggio
- Comandante: Kent Rominger (5)
- Pilota: Jeffrey Ashby (2)
- Specialista di missione: Chris Hadfield (2)
- Specialista di missione: Scott Parazynski (4)
- Specialista di missione: John Phillips (1)
- Specialista di missione: Umberto Guidoni (2)
- Specialista di missione: Jurij Valentinovič Lončakov (1)

Tra parentesi il numero di voli spaziali completati da ogni membro dell'equipaggio, inclusa questa missione.

## Parametri della missione
- Massa:
  - Navetta al lancio: 103506 kg
  - Navetta al rientro: 99742 kg
  - Carico utile: 4899 kg
- Perigeo: 377 km
- Apogeo: 394 km
- Inclinazione: 51,6°
- Periodo: 92,3 minuti

### Attracco con l'ISS
- Aggancio all'ISS : 21 aprile 2001, 13:59 UTC
- Sgancio: 29 aprile 2001, 17:34 UTC
- Durata attracco: 8 giorni, 3 ore e 35 minuti

### Passeggiate spaziali
- Hadfield e Parazynski  - EVA 1
  - Inizio EVA 1: 22 aprile 2001 - 11:45 UTC
  - Fine EVA 1: 22 aprile 2001 - 18:55 UTC
  - Durata: 7 ore e 10 minuti
- Hadfield e Parazynski  - EVA 2
  - Inizio EVA 2: 24 aprile 2001 - 12:34 UTC
  - Fine EVA 2: 24 aprile 2001 - 20:14 UTC
  - Durata: 7 ore e 40 minuti